# Amphoe Yang Sisurat
Amphoe Yang Sisurat (Thai อำเภอ ยางสีสุราช) ist ein Landkreis (Amphoe – Verwaltungs-Distrikt) im Süden der Provinz Maha Sarakham. Die Provinz Maha Sarakham liegt im Zentrum der Nordostregion von Thailand, dem so genannten Isan.

## Geographie
Amphoe Yang Sisurat grenzt an die folgenden Distrikte (von Norden im Uhrzeigersinn): an die Amphoe Na Chueak, Na Dun und Phayakkhaphum Phisai in der Provinz Maha Sarakham, sowie an die Amphoe Phutthaisong und Na Pho der Provinz Buriram.

## Geschichte
Yang Sisurat wurde am 1. April 1989 zunächst als „Zweigkreis“ (King Amphoe) eingerichtet, indem sechs Tambon vom Amphoe Phayakkhaphum Phisai abgetrennt wurden. 
Am 8. September 1995 wurde der Bezirk zum Amphoe heraufgestuft.

## Verwaltung

### Provinzverwaltung
Der Landkreis Yang Sisurat ist in sieben Tambon („Unterbezirke“ oder „Gemeinden“) eingeteilt, die sich weiter in 91 Muban („Dörfer“) unterteilen.
| Nr. | Name           | Thai      | Muban | Einw. |
| --- | -------------- | --------- | ----- | ----- |
| 1.  | Yang Sisurat   | ยางสีสุราช  | 13    | 6.281 |
| 2.  | Na Phu         | นาภู       | 17    | 6.293 |
| 3.  | Waeng Dong     | แวงดง     | 19    | 6.857 |
| 4.  | Ban Ku         | บ้านกู่      | 09    | 4.112 |
| 5.  | Dong Mueang    | ดงเมือง    | 09    | 2.855 |
| 6.  | Sang Saeng     | สร้างแซ่ง   | 12    | 3.962 |
| 7.  | Nong Bua Santu | หนองบัวสันตุ | 12    | 4.979 |

### Lokalverwaltung
Es gibt sieben „Tambon-Verwaltungsorganisationen“ (องค์การบริหารส่วนตำบล – Tambon Administrative Organizations, TAO) im Landkreis:
- Yang Sisurat (Thai: องค์การบริหารส่วนตำบลยางสีสุราช)
- Na Phu (Thai: องค์การบริหารส่วนตำบลนาภู)
- Waeng Dong (Thai: องค์การบริหารส่วนตำบลแวงดง)
- Ban Ku (Thai: องค์การบริหารส่วนตำบลบ้านกู่)
- Dong Mueang (Thai: องค์การบริหารส่วนตำบลดงเมือง)
- Sang Saeng (Thai: องค์การบริหารส่วนตำบลสร้างแซ่ง)
- Nong Bua Santu (Thai: องค์การบริหารส่วนตำบลหนองบัวสันตุ)